# Acrocercops prospera
Acrocercops prospera là một loài bướm đêm thuộc họ Gracillariidae. Nó được tìm thấy ở Queensland.